# 天木直人
天木直人（1947年7月19日—）是一名知名日本外交官、作家和政治評論家，互聯網政黨『新黨憲法9條』發起人、日本駐黎巴嫩大使。
出身於山口縣下關市，先後就讀洛星高等學校和京都大學，二年級時曾親自拜訪外交官考試及格的前輩竹内行夫位於奈良的居所請教，在學期間1969年便考試及格，畢業後便加入外務省，同期還有谷内正太郎、田中均、高須幸雄、藤崎一郎、重家俊範等人。
曾在歐柏林學院進修英語，並且任職駐尼日利亞大使館、經濟局、大臣官房、駐日內瓦國際機構代表處、駐沙地阿拉伯大使館。1985年10月到1988年7月任職外務省中近東非洲局非洲第2課長。（期間適逢南非共和国種族隔離問題而出版『曼德拉的南非 日本的對應』一書。）1988年任職内閣官房内閣安全保障室内閣審議官、1990年任駐馬來西亞大使館公使、1993年任職駐澳大利亞大使館公使、1996年任駐加拿大大使館公使、1997年任職駐底特律總領事、2000年任職大臣官房、2001年出任日本駐黎巴嫩特命全權大使。
任職期間的2003年10月8日他日本外国记者俱乐部的新闻发布会上披露，日本外务省内部设有一笔秘密资金，每年向内阁官房提供20亿日元，供其任意支配。他有批评日本政府支持美国的对伊拉克政策。他表示自己在伊拉克战争爆发前后分别给首相小泉纯一郎发了2封电报，第一封敦促小泉采取一切可能的措施避免战争，第二封则呼吁政府竭尽所能通过外交手段促使战争早日结束。不過不久后，日本外务省即提出让他辞职，他答复说如果小泉首相在阅读了他的两封电报后认为他不再适合现在的职务，他就决定辞职。一个月之后，56岁的天木直人接到外务省要求他自动辞职的书面通知，通知说这是为了外务省『年轻化』的需要。